# 定军山之战
定军山之战是東漢末年（219年）刘备集團和曹操集團之間的一場戰役。此次戰役曹操集團戰敗，统帅夏侯渊被殺。

## 戰役
217年，刘备率军攻打由曹操控制的漢中郡，劉備的部队在阳平关被夏侯渊阻擊，雙方在此对峙了一年多。到了219年，劉備由於仍舊無法攻下陽平關，於是前往定軍山扎營。夏侯淵出擊準備奪取定軍山。刘备放火烧毁了定军山脚下夏侯渊营地周围的防衛工事鹿角。夏侯渊惊恐，派张郃防守營地東邊，自己防守營地南邊。刘备的主力當時先進攻张郃。夏侯渊只得派出自己的一小部分兵力前去营救张郃。
法正见形势不妙，建议直接進攻夏侯淵大本營，於是黄忠集结人马带头冲锋進攻夏侯渊的大本營。夏侯渊和他的儿子夏侯荣以及曹操任命的益州刺史趙顒最終在這場戰役中阵亡。 張郃只好退守陽平關。